# Jean-Paul Delahaye
Jean-Paul Delahaye (Saint-Mandé (Seine), 29 de junho de 1953)  é um matemático e cientista da computação francês. 

## Obras
- Dessins géométriques et artistiques avec votre micro-ordinateur, Eyrolles, 1985
- Nouveaux dessins géométriques et artistiques avec votre micro-ordinateur, Eyrolles, 1985
- Outils logiques pour l'intelligence artificielle, Eyrolles, 1985
  - Formal Methods in Artificial Intelligence, North-Oxford Academic, 1987 ISBN 0470208260
- Systèmes experts : organisation et programmation des bases de connaissance en calcul propositionnel, Eyrolles, 1987
- Cours de Prolog avec Turbo Prolog, Eyrolles, 1988
- Sequence Transformations, a partir de sa thèse d'État, Springer Series in Computational Mathematics, 1988 ISBN 0387152830
- Logique, informatique et paradoxes, Belin, Pour la Science, 1995 ISBN 2902918941
- Le fascinant nombre π, Belin, Pour la Science, 1997 ISBN 2902918259
- Jeux mathématiques et mathématiques des jeux, Belin, Pour la Science, 1998 ISBN 2842450108
- Information, complexité et hasard, Hermès, 1994 et 1999 ISBN 2746200260
- Merveilleux nombres premiers : Voyage au cœur de l'arithmétique, Belin - Pour la Science, 2000 ISBN 2701150175
- L'Intelligence et le calcul : de Gödel aux ordinateurs quantiques, Belin - Pour la Science, 2002 ISBN 284245040X
- Les inattendus mathématiques : Art, casse-tête, paradoxes, superstitions, Belin - Pour la Science, 2004 ISBN 2842450736
- Complexités : Aux limites des mathématiques et de l'informatique, Belin - Pour la Science, 2006 ISBN 2842450825
- Au pays des paradoxes, Belin - Pour la Science, 2008 ISBN 978-2-84245090-8
- Complexité aléatoire et complexité organisée, Quæ, 2009 ISBN 978-2-75920320-8
- Jeux finis et infinis, Seuil, 2010 ISBN 978-2-02096483-8
- Mathématiques pour le plaisir, Belin, 2010 ISBN 284245104X
- Tout. Les rêves mathématiques d'une théorie ultime, Hermann, 2011 ISBN 978-2-70568190-6